# Rua
Rua (chiamato anche Ruas, Roas, Rugila o Ruga; ... – Pannonia, 434 o 435) è stato re degli Unni dal 412 al 430 con il fratello Octar, re unico dal 430 alla morte.

## Biografia
Dal punto di vista familiare, re Rua aveva dei legami "importanti": era fratello di Octar, assieme al quale regnava sugli Unni e sui popoli tributari; entrambi i re unni erano forse figli del capo Uldino, il quale devastò la Tracia nel 401. Fratello di Mundzuk, padre dei futuri re Attila e Bleda, era quindi zio del "Flagellum Dei". Appoggiò il generale Flavio Ezio, di cui era divenuto amico quando quest'ultimo era ostaggio presso gli Unni, aiutandolo ad organizzare un esercito contro Bonifacio tramite la fornitura di un folto gruppo di mercenari di stirpe unna, che affrontò in battaglia nel 432.
Rimase unico re degli Unni nel 430 a seguito della morte di Octar e, di conseguenza, prese il controllo delle terre del medio Danubio, fino a quel momento amministrate dal fratello. Tra il 434 e il 435, seguito della fuga di alcune tribù sotto il dominio unno (Amilzouri, Itimari e altri) in territorio romano orientale, il rex sciticus domandò all'imperatore romano d'oriente, Teodosio II, la restituzione di quelle genti considerate alla stregua di disertori. La nuova crisi doveva essere ricomposta, così iniziarono delle trattative tra il regno unnico e i Romani. In questo torno di tempo, re Rua morì improvvisamente, pare colpito da un fulmine. 
A causa dei tumulti e dell'instabilità causati dall'incertezza relativa alla successione, le trattative si interruppero. Al defunto re succedettero i nipoti Attila e Bleda. In conseguenza della successione, due giovanissimi (forse ancora bambini) membri della famiglia reale, Mama e Atakan, figli di Rua o di un suo fratello defunto, si rifugiarono presso i Romani d'Oriente, sentendo che la loro vita era in pericolo dal momento che potevano rivendicare un qualche diritto sul trono degli Unni. Essi vennero restituiti dai Romani a seguito a delle trattative con Bleda e Attila: non appena furono consegnati a Carsum, una fortezza della Tracia sul guado del Danubio, furono impalati dall'altra parte del fiume a causa della loro diserzione.